# シャーロック・ホームズシリーズ関連作品
シャーロック・ホームズシリーズの関連作品には以下のようなものが存在する。

## 舞台
時計の下に - Under the Clock（1893年）
シャーロック・ホームズとジョン・H・ワトスンが登場する最初の舞台。ホームズ役のチャールズ・ブルックフィールドとワトスン役のシーモア・ヒクスによる脚本。
シャーロック･ホームズ - Sherlock Holmes（1899年）
アーサー・コナン・ドイルの脚本を、主演のウィリアム・ジレットが大幅に修正し完成させた。舞台化された中で、最も成功した作品。1899年10月23日にアメリカのバッファローで初演。その後、アメリカ・イギリスの両国で大ヒットした。ホームズのトレードマークのひとつ、キャラバッシュ・パイプ（曲がったパイプ）は、ジレットがこの劇中で使用したことが始まりである。
シャーロック･ホームズの苦境 - The Painful Predicament of Sherlock Holmes（1905年）
ジレットの脚本、主演。短い劇で、終始依頼人が喋り続け、ホームズのセリフはまったくないというコメディ。
まだらの紐 - The Speckled Band：An Adventure of Sherlock Holmes（1910年）
短編「まだらの紐」をドイル自身が戯曲化し、記録的な成功をおさめた。H・A・セインツベリー主演。詳細は「まだらの紐」を参照。
王冠のダイアモンド――シャーロックホームズとの一夜 - The Crown Diamond：An Evening with Sherlock Holmes（1921年）
ドイルの脚本。短編「マザリンの宝石」の原型。デニス＝ニールセン・テリー主演。詳細は「マザリンの宝石」を参照。
コンク・シングルトン卿文書事件 - The Adventure of the Conk-Singleton Papers（1948年）
ジョン・ディクスン・カーの脚本。短編「六つのナポレオン」で言及された「コンク・シングルトン偽造事件」を、カーの解釈で戯曲化したもの。
バラドール・チェンバーの怪事件 - The Adventure of the Paradol Chamber（1949年）
カーの脚本。短編「オレンジの種五つ」で言及された「パラドール部屋事件」を、カーの解釈で戯曲化したもの。
シャーロック･ホームズ - Sherlock Holmes（1953年）
ベイジル・ラスボーン主演。妻のウィーダ・ラスボーンが脚本を担当。様々な要因から失敗に終わった。
シャーロック・ホームズ - Sherlock Holmes（1973年）
イギリスのロイヤル・シェークスピア劇団による、ウィリアム・ジレット脚本の再演。ジョン・ウッド主演。ロンドンのオルドウィッチ劇場にて上演後、アメリカのブロードウェイで59週のロングランを記録。
シャーロック･ホームズ - Sherlock Holmes（1976年）
ジレットのリバイバル。レナード・ニモイ主演。
ミュージカル シャーロック･ホームズの不思議な冒険 - The Marvelous Musical Adventures of Sherlock Holmes（1977年）
ミュージカル。
シャーロック・ホームズの不思議なできごと―子供のためのミュージカル・ミステリ - The Marvelous Misadventures of Sherlock Holmes：A Musical Mystery for Children（1977年）
ミュージカル。
血の十字架 - Crucifer of Blood（1980年）
チャールトン・ヘストン主演。この舞台では、ジェレミー・ブレットがワトソンを演じている。
The Secret of Sherlock Holmes（1988年）
ジェレミー・ブレットとエドワード・ハードウィックによる二人舞台。脚本は「シャーロック・ホームズの冒険」シリーズの脚本家・ジェレミー・ポール。
シャーロック・ホームズ-The Game Is Afoot!-（2021年）
宝塚歌劇団のミュージカル。真風涼帆、潤花、芹香斗亜、他、宝塚歌劇団宙組出演。

## 映画
IMDbによると、シャーロック・ホームズが登場する映画はロバート・ダウニー Jr.主演の2009年版まで 223本を数える。
- シャーロック・ホームズ（1916年） - ウィリアム・ジレット主演。
- シャーロック・ホームズ（1922年） - ジョン・バリモア主演。
- シャーロック・ホームズの帰還（1929年） - クライヴ・ブルック主演。
- シャーロック・ホルムズ（1932年） - クライヴ・ブルック主演。
- シャーロック・ホームズの冒険（1939年） - 本作で登場するホームズの「基本だよ、ワトソン君」はアメリカ映画の名セリフベスト100入りしている。
- シャーロック・ホームズ バスカヴィル家の犬（1939年） - ベイジル・ラスボーン主演のシリーズ1作目。
- シャーロック・ホームズ シークレット・ウェポン（1943年） - ベイジル・ラスボーン主演のシリーズ3作目。
- シャーロック・ホームズ 六つのナポレオン（1944年） - ベイジル・ラスボーン主演のシリーズ9作目。
- シャーロック・ホームズ 緑の女（1945年） - ベイジル・ラスボーン主演のシリーズ11作目。
- シャーロック・ホームズ 闇夜の恐怖（1946年） - ベイジル・ラスボーン主演のシリーズ13作目。
- シャーロック・ホームズ 殺しのドレス（1946年） - ベイジル・ラスボーン主演のシリーズ最終作（14作目）。
- バスカヴィル家の犬（1959年） - ピーター・カッシング主演。
- シャーロック・ホームズの冒険（1970年） - ビリー・ワイルダー監督・脚本。
- シャーロック・ホームズの素敵な挑戦（1976年） - ニコラス・メイヤー原作・脚本。
- 新シャーロック・ホームズ おかしな弟の大冒険（1976年）
- 名探偵ホームズ 黒馬車の影（1979年） - クリストファー・プラマー主演。切り裂きジャックとの対決を描いた作品。
- ヤング・シャーロック ピラミッドの謎（1985年） - バリー・レヴィンソン監督、スティーヴン・スピルバーグほか製作総指揮、ニコラス・ロウ主演。ホームズとワトソンの学生時代。エンドロールの後に、正典（原作）への繋ぎとなる「最後の一撃」がある。
- 帰ってきたシャーロック・ホームズ(1987年) - マイケル・ペニントン主演。モリアーティの弟の復讐により未知の細菌に感染したホームズは治療法を未来に求めて冷凍状態となり、現代のアメリカで復活する。
- 迷探偵シャーロック・ホームズ/最後の冒険（1988年） - マイケル・ケイン、ベン・キングズレー主演。本当の天才は「犯罪学博士」ことワトソンで、ホームズは推理力ゼロの駄目探偵だったという設定。ドイルのホームズ外典（番外作）とされる、「女装好きの男」（時計だらけの男）の女装マフィアを思わせるキャラも敵陣営で登場。
- ヤング・シャーロック・ホームズ 対決モリアーティ教授（2002年）
- シャーロック・ホームズ バスカヴィル家の獣犬（2002年）
  - DVDのタイトルでは『バスカヴィル家の獣犬』となっているが、2007年1月にNHKにて放映された際の日本語タイトルは『バスカヴィル家の犬』となっていた。
- シャーロック・ホームズ（2009年） - ロバート・ダウニーJr.主演。
- シャーロック・ホームズ シャドウ ゲーム（2011年）
- Mr.ホームズ 名探偵最後の事件（2015年）
- エノーラ・ホームズの事件簿（2020年）

## テレビ
シャーロック・ホームズとワトソン博士の冒険（テレビ放映用劇映画、ソ連、レンフィルム、1979年 - 1986年）
ワシーリー・リヴァーノフのホームズ、ヴィタリー・ソローミンのワトソンを始め、ハドソン夫人やレストレード警部も常連キャラクターとして扱った5本のテレビ放映用長編劇映画の連作。通常のテレビシリーズとは異なり、当初は単発で制作されたが、視聴者からの強い要望によって同じ主要スタッフとキャストにより連作化された。1980年代前半にはイギリスBBCでも一部が放映され、マーガレット・サッチャー首相の賞賛が紹介されるなど新聞でも評判になった。
シャーロック・ホームズの冒険（イギリス、グラナダTV、 1984年4月 - 1994年4月）
日本ではNHKで1985年4月から1995年2月にかけて放送されたドラマシリーズ。全41話。グラナダTVの原題では"The Adventure of Sherlock Holmes"、"The Return of Sherlock Holmes"、"The Casebook of Sherlock Holmes"、"The Memoirs of Sherlock Holmes"と4つのシリーズ名を用いて放映されたがシリーズの順序、内容はドイルの原作とは一致していない。シャーロック・ホームズ役はジェレミー・ブレット (Jeremy Brett)、日本語吹替の声優は露口茂。「犯人は二人」では、シリーズ唯一のシャーロック・ホームズのキスシーンが見られる。「マザランの宝石」では、シャーロック･ホームズは冒頭の一分とラストの三秒しか登場せず、兄のマイクロフトとワトソンによって推理と捜査が進められ、解決に至る。
名探偵ホームズ（日本・東京ムービー新社とイタリア・国営放送局 RAIによる合作、1984年11月 - 1985年5月）
日伊合作のアニメーション。登場人物は全て擬人化された犬のキャラクターで描かれている。「青い紅玉」「まだらの紐」「技師の親指（放映タイトル：小さなマーサの大事件）」など、原作をモチーフにした話もいくつかあるが、推理ものとしての要素は薄く、代わりに子供が親しみやすい設定と、アクションを盛りこんだ明るく楽しい雰囲気の作品となっている。当時の諸事情で、制作は初期の6編で中断。一度はお蔵入りとなったが、劇場用アニメ『風の谷のナウシカ』の同時上映作品としての公開が決まったのを機に、制作も再開。全26話のテレビアニメとして、テレビ朝日系で放送された。ホームズ役の声優は、テレビ版は広川太一郎、映画版は柴田侊彦が担当。またモリアーティ教授は、大塚周夫が演じている。制作初期の6編では監督・演出などを宮崎駿が務めた。
シャーリー・ホームズの冒険（カナダ、1996年 - 2000年）
イギリス製のテレビドラマ。現代のイギリスを舞台にホームズの子孫の天才少女が活躍する。後述の『シャルロット・ホームズの冒険』と違い、生涯独身だったはずのホームズになぜ子孫がいるのかについて一応納得のいくの回答がなされている（主人公はシャーロック・ホームズではなくマイクロフト・ホームズの子孫という設定になっている）。
SHERLOCK（シャーロック）（イギリス、2010年 - ）
イギリスBBC制作のテレビドラマ。21世紀のイギリスを舞台に置き換え、携帯電話やインターネットを駆使して事件を解決するホームズを描いたドラマ。
エレメンタリー ホームズ&ワトソン in NY（アメリカ、2012年 - )
アメリカCBC製作のテレビドラマ。舞台を21世紀のニューヨーク、ホームズは元薬物依存患者、ワトソンは女性という新しい切り口で描かれている。
名探偵シャーロック・ホームズ（ロシア、2013年）
ロシア国営放送他制作のテレビドラマ。ヴィクトリア朝ロンドンを舞台にしたホームズより15歳年上のワトソンが主人公の異色作。
シャーロック ホームズ (人形劇)（日本、2014年 - ）
NHKEテレの人形劇、脚本を三谷幸喜が担当。舞台を架空の寄宿学校ビートン校に設定し、そこで学ぶ15歳のシャーロック・ホームズが、同じ部屋に住むワトソンと共に、学校内で起こる事件を解決する。学校内の事件なので殺人は起こらず、同じ人物が複数回登場するのが特徴。

## ラジオドラマ
シャーロック・ホームズの冒険(ラジオシリーズ)
1930年10月20日から1936年12月24日まで6シーズン179回に渡り米国でNBC(第4シーズンまで)、MBSラジオ(第5シーズン、録音が現存)、NBC(第6シーズン)で放送。
新シャーロック・ホームズの冒険(ラジオシリーズ)
1939年10月2日から1950年6月14日まで9シーズン374回に渡り米国でブルーネットワーク(第3シーズンまで)、MBSラジオ(第4・5・7・8シーズンまで)、ABC(第6・9シーズンまで)で放送された。
現存する台本のいくつかはイアン・ディッカーソンの注釈によって「Sherlock Holmes: The Lost Radio Scripts」(ISBN:978-1617094729)(12回収録)、「Sherlock Holmes: More Lost Radio Scripts」(ISBN:978-1617095351)として出版された。
日本では大久保ゆう訳により一部がリリースされた。

## カセットブック
- TBSブリタニカから下記の18作品のオーディオドラマを収録したカセットテープが1987年に発売された。各巻2話収録（長編を除く）。声の出演は黒沢良（ホームズ）、羽佐間道夫（ワトソン）、千葉耕市（モリアーティ教授）、石田太郎（ボヘミア国王）、鈴木弘子（アイリーン・アドラー）、家弓家正（マイクロフト）ら。
  - ボヘミアの醜聞・高名の依頼人 / 赤髪連盟・青いガーネット/ 唇のねじれた男・まだらの紐 / バスカヴィル家の犬（長編・一話収録） / 銀星号事件・最後の事件 / 四つの署名（長編・一話収録） / 空家の冒険・美しき自転車乗り / アベ農園・ソア橋 / 這う人・悪魔の足 / ブルースパティントン設計書・最後の挨拶

## 朗読CD
- 新潮社から下記の10作品の朗読を収録したカセットテープ・CDが発売されている。声の出演は小川真司（ホームズ）、永井一郎（ワトソン）、内海賢二（レストレード警部）、銀河万丈（ボヘミア国王）、戸田恵子（アイリーン・アドラー）ら。
  - 緋色の研究 / 四つの署名 / ボヘミアの醜聞 / 赤髪組合 / 唇の捩れた男 / 青いガーネット / まだらの紐 / バスカヴィル家の犬 / 六つのナポレオン/恐怖の谷
  - パンローリングから下記の10作品の朗読がCD販売・データ配信されている。声の出演は佐々木健（ホームズ、ワトソン）。
  - 赤毛連盟 / 踊る人形 / ボヘミアの醜聞 / まだらのひも / 蒼炎石 / 土色の顔 / 瀕死の探偵 / 患者兼同居人 / グローリア・スコット号 / 唇のねじれた男

## ドラマCD
アクトワンレコーズから下記の作品のオーディオドラマが発売されている。声の出演は小杉十郎太（ホームズ）、堀内賢雄（ワトソン）、椿基之（レストレード警部）他。
- 『緋色の研究』

## 講談化
明治時代に流行した「探偵講談」を復興させている、上方講談師旭堂南湖が、ホームズ物を講談化している。
- 『探偵講談・ルパン対ホームズ』原作：白雲斎楽山
- 『探偵講談・唇のねじれた男』
- 『探偵講談・まだらの紐』
- 『探偵講談・六つのナポレオン』
- 『探偵講談・禿頭倶楽部』

## コンピュータ・ゲーム
シャーロック・ホームズシリーズはその内容と知名度から、度々推理アドベンチャーゲームの題材とされた。
『名探偵ホームズ』（1984年）
アニメ「名探偵ホームズ」の映画版公開後に徳間コミュニケーションズより発売されたPC-8800シリーズ用リアルタイムアクションゲーム。
迷路のようなロンドン市街で、銀行を襲うモリアーティ教授たちを、ホームズがつかまえるという内容。
『シャーロック・ホームズ 伯爵令嬢誘拐事件』（1986年）
トーワチキから発売されたファミリーコンピュータ用アクションアドベンチャーゲーム。後継作品に『名探偵ホームズ 霧のロンドン殺人事件』（1988年）、『名探偵ホームズ Mからの挑戦状』（1989年）がある。
『ロレッタの肖像』（1987年）
セガから発売されたコマンド選択式アドベンチャーゲーム。SG-1000、SC-3000、セガ・マークIIIなど当時のセガ家庭用ゲーム機・ホームパソコン全機種に対応。
『ヤングシャーロック～ドイルの遺産～』（1987年）
パック・イン・ビデオから発売されたMSX用コマンド選択式アドベンチャーゲーム。
映画『ヤング・シャーロック ピラミッドの謎』とのタイアップ作品。映画の設定を下敷きにその5年後を描いた独自のシナリオで展開。パッケージや説明書には映画の実写画像を使用。
『シャーロック・ホームズの探偵講座』（1991年）
ICOM Simulations社開発のパソコンゲーム。日本ではPCエンジン版がビクター音楽産業より、FM TOWNS版が富士通より発売された。続編に『シャーロック・ホームズの探偵講座II』（1993年）、日本未発売の"Sherlock Holmes: Consulting Detective - Volume III"がある。
『ディジタル・ホームズ』（2001年）
アークシステムワークス社開発のPS2用ゲーム。現代のイギリスを舞台にホームズとワトソンの子孫が活躍する。プレイヤーキャラクターが探偵（ホームズ）ではなく、助手（ワトソン）である。他の登場人物も原作に登場したキャラクターの子孫という設定。
『ザ ロスト ケース オブ シャーロック ホームズ』（2008年）
Legacy Interactive社開発のパソコン用パズルゲーム。
アドベンチャー オブ シャーロック・ホームズシリーズ
Frogwares社開発のアドベンチャーゲームシリーズ。メジャーシリーズとカジュアルシリーズに分かれて展開されている。日本では主にパソコン版が購入可能だが一部タイトルは家庭用ハード向けに販売されている。当初はFocus Home Interactiveがパブリッシャーを務めていたが、Frogwaresとの関係悪化から現在はFrogwares自身がパブリッシャーを務めている（国内ではインターグローなどが担当）。
メジャーシリーズ
- 『Sherlock Holmes: Mystery of the Mummy』（2002年）パソコン用パズルゲーム。2009年、ニンテンドーDSに移植。
- 『Sherlock Holmes: Secret of the Silver Earring』（2004年）
- 『Sherlock Holmes: The Awakened』（2007年）後に3人称視点を加えたアップデートバージョンを発表（2009年）。
- 『Sherlock Holmes versus Arsène Lupin』（2007年）『The Awakened』の続編。
- 『Sherlock Holmes vs. Jack the Ripper』（2009年）『The Awakened』の続編。Xbox 360版も発表されている。
- 『The Testament of Sherlock Holmes』（2012年）パソコン版/Xbox 360版/PlayStation 3版 - 後のアップデートでメジャーシリーズ初の日本語テキスト対応。
- 『シャーロック・ホームズ 罪と罰』（2014年）PlayStation 3版/PlayStation 4版/Xbox 360版/Xbox One版/Nintendo Switch版/パソコン版 - システムを刷新。日本での発売は続編『悪魔の娘』が先行。
- 『シャーロック・ホームズ 悪魔の娘』（2016年）PlayStation 4版/Xbox One版/Nintendo Switch/パソコン版 - 『罪と罰』のシステムを引き継いだ続編。コンシューマゲーム機版が日本で初めて発売。
- 『Sherlock Holmes: Chapter One』（2021年）PlayStation 5版/PlayStation 4版/Xbox Series X/S版/パソコン版  - ワトソンと出会う前のホームズが地中海に浮かぶ島“コルドナ”を舞台に母の死の謎に挑む。シリーズ初のオープンワールドを採用し、島を自由に探索可能。

カジュアルシリーズ
- 『シャーロック ホームズ - ペルシャじゅうたんの謎』（2009年） - アイテム探し+パズルゲーム。
- 『Sherlock Holmes and the Mystery of Osborne House』（2010年）
- 『シャーロック・ホームズとバスカヴィル家の犬』（2011年）
- 『シャーロック・ホームズ パズルシティ』（2012年）ニンテンドー3DS

## ゲームブック
『シャーロック・ホームズ 10の怪事件』 ：探偵ゲーム第1弾
ゲイリー・グレイディ, 各務三郎翻訳：二見書房 1985年12月
『シャーロック・ホームズ 呪われた館』：探偵ゲーム第2弾
著者：ゲイリー・グレイディ/スーザン・ゴールドバーグ/レイモンド・エドワーズ/各務三郎・田村源二訳：二見書房：1988・再版：1950円：付属品：折り込みの屋敷見取り図・「ロンドン市街地図」、「ロンドン住所録」、「タイムズ」、「捜査の情報源・一覧」：「ベーガー街探偵団」の一員となって、〈地図〉と〈新聞〉を駆使して犯罪捜査。
『シャーロック・ホームズ 死者からの手紙』：探偵ゲーム第３弾
著者：ゲイリー・グレイディ/スーザン・ゴールドバーグ/レイモンド・エドワーズ/各務三郎・田村源二訳：二見書房：1988・初版：1950円：付属品「ロンドン市街地図」、「クイーンズ・パーク地図」、「ロンドン住所録」、「新聞４紙」、「捜査の情報源・一覧」：スポーツ記者失踪の背景に渦巻く謎に挑戦。
『ウィザード家の秘宝』 ：「名探偵ホームズ」より
下村家恵子著：徳間書店：アニメージュ・ゲーム文庫：1986年
アニメ『名探偵ホームズ』のゲームブックだが、原作を知らないと解けないヒントもいくつかある。
『NHKシャーロックホームズ推理クイズブック』
NHK「シャーロックホームズ」制作チーム編：主婦と生活社：2014年12月
人形劇『シャーロックホームズ』を元にしたクイズブック。難易度により初級、中級、上級の3つに分けられ、イギリスの文化やホームズ関連の情報も紹介されている。

## ライバルたち
ホームズもののヒットで掲載誌ストランド・マガジンが売り上げ部数を伸ばすと、ライバル各誌はこぞって個性的な名探偵の登場する推理小説を掲載し、その中からいわゆる「シャーロック・ホームズのライヴァルたち」が生まれた。
アルセーヌ・ルパンは、厳密な定義ではこの「ライバルたち」に含まれないが、現在ではほぼ同列に扱われている。
- 創元推理文庫で《シャーロック・ホームズのライヴァルたち》として刊行された作品（1977-1981年、1998年）
  - ジャック・フットレル『思考機械の事件簿』 - オーガスタス・S・F・X・ヴァン・ドゥーゼン（思考機械）
  - オースチン・フリーマン『ソーンダイク博士の事件簿』 - ジョン・イヴリン・ソーンダイク
  - バロネス・オルツィ『隅の老人の事件簿』 - 隅の老人
  - H・C・ベイリー『フォーチュン氏の事件簿』 - レジナルド・フォーチュン
  - メルヴィル・デイヴィスン・ポースト『アブナー伯父の事件簿』 - アンクル・アブナー
  - アーネスト・ブラマ『マックス・カラドスの事件簿』 - マックス・カラドス
  - アーサー・モリスン『マーチン・ヒューイットの事件簿』 - マーチン・ヒューイット
  - マイケル・イネス『アプルビイの事件簿』 - アプルビイ警部
  - ドロシー・L・セイヤーズ『ピーター卿の事件簿』 - ピーター・ウィムジイ卿
  - オーガスト・ダーレス『ソーラー・ポンズの事件簿』 - ソーラー・ポンズ
  - M・P・シール『プリンス・ザレスキーの事件簿』 - プリンス・ザレスキー
  - E・W・ホーナング『ラッフルズの事件簿』※予告はされたが刊行されず。後に論創海外ミステリで刊行された。
- 論創海外ミステリで《ホームズのライヴァルたち》として刊行された作品（2006年 - ）
  - バロネス・オルツィ『レディ・モリーの事件簿』 - 素人探偵・隅の老人の「静」に対する職業探偵モリーは「動」で自ら現場に行く。
  - H・C・ベイリー『フォーチュン氏を呼べ』
  - ヘスキス・プリチャード『ノヴェンバー・ジョーの事件簿』 - 「森のホームズ」の異名をとる自然探偵。
  - オースティン・フリーマン『ポッターマック氏の失策』
  - トマス・W・ハンシュー『四十面相クリークの事件簿』
- 早川文庫『シャーロック・ホームズのライヴァルたち』（全3巻）（押川曠編、ハヤカワ・ミステリ文庫、1983-1984年）で紹介された探偵
  - Ｌ・Ｔ・ミード[14]（クリフォード・ハリファックス医師）『ある医師の日記から』より「スタッドリー荘園の恐怖」 - ストランド誌に1893年連載。ホームズ物と同時期の連載であり、いわば「ホームズ最初のライヴァル」である。
  - マクドネル・ボドキン（ジャギンズ氏）「消えたダイヤモンド」 - ボドキンは他に、私立探偵ポール・ベック、 女探偵ドラ・マール、そして二人の息子であるベック２世の三大シリーズ（及び共演）でも知られる。
  - ファーガス・ヒューム（質屋のヘイガー） - ジプシー娘ヘイガー・スタンリーの質屋に持ち込む客の質草から、事件がはじまる。
  - クリフォード・アッシュダウン[15]（ロムニー・プリングル）『ロムニー・プリングルの事件簿』
  - Ｖ・Ｌ・ホワイトチャーチ　（鉄道探偵ソープ・へイズル）「ドイツ外交文書箱事件」 - 鉄道がらみの事件を得意とする道楽探偵。
  - Ｅ・Ｗ・ホーナング　（犯罪博士ジョン・ダラー）「的外れの先生」 - 怪盗ラッフルズ＆バーニーと並ぶホーナングのシリーズ・キャラクター。
  - ディック・ドノヴァン　（化学探偵タイラー・タットロック） - 女のような声を出す変装探偵。人妻や老婆にも化け、関係者に接近して調査する化学者。
  - アーノルド・ベネット（セシル・サロルド）「百万長者の略奪」 　
  - アーサー・モリスン（ホレース・ドリントン） - 探偵事務所を開くかたわら、裏で悪事を働く悪漢ドリントンは、マーチン・ヒューイットの裏返しキャラクター。
  - Ｅ＆Ｈ・ヘロン[16]（フラクスマン・ロウ） - 前項のノヴェンバー・ジョーの作者ヘスキス・プリチャードが、母と共同筆名で書いたオカルト探偵。
  - ハーバート・キャデット（ビヴァリー・グレットン）「手がかりの指紋」
  - バートラム・アトキー　（怪盗スマイラー・バン）「黄金のバナナ」　
  - サックス・ローマー（フー・マンチュー博士） - 映画化され、クリストファー・リーのドラキュラ伯爵と並ぶ当たり役となった。
  - ブレット・ハート（ヘムロック・ジョーンズ）「盗まれた葉巻入れ」 - 作者は小説家を辞めた後、欧州でアメリカ領事になった変わり種。
  - ハリー・ブリスほか（セクストン・ブレイク）「死者の目の謎」
  - ニコラス・カーター（ニック・カーター）「宝石を盗む夫人」
  - ロドリゲス・オットリンギ（バーンズ警部）「モンテスマのエメラルド」 - 「警部」はあだ名で、実際は金持ちの有閑探偵。
  - パーシヴァル・ポラード　（リンゴ・ダン）「喜劇に賭けて」
  - Ａ・Ｈ・ルイス（ヴァル警部）「飛んだ男」 　　
  - ジェレット・バージェス（神秘博士アストロ）「令嬢寝室の事件」
  - フランシス・リンド　（科学者探偵スプレイグ）「黒枯れ病の謎」
  - G・R・チェスター（一攫千金のウォリングフォード）「ネプチューン日光浴場会社」　
  - アーサー・Ｂ・リーヴ（クレイグ・ケネディ教授）『逃げる銃弾』より「地震計の冒険」　 - 「アメリカのシャーロック・ホームズ」と言われる。映画化、ＴＶドラマ化もされた[17]。
  - エリス・パーカー・バトラー（通信教育探偵ファイロ・ガッブ）

- その他の関連書籍
  - 『名探偵読本5 シャーロック・ホームズのライヴァルたち』（中島河太郎・押川曠編、パシフィカ、1979年）

また、アジアでも同時期にホームズに影響を受けたキャラクターが登場した。
- 日本
  - 岡本綺堂 - 半七
  - 海野十三 - 帆村荘六 （名前がシャーロック・ホームズに由来する）
- 中国
  - 程小青 - 霍桑（かくそう、フオサン）
- ミャンマー
  - シュエウーダウン - ウー・サンシャー

## パロディまたはパスティーシュ
探偵の代名詞的存在となったホームズは、非常に人気があり、他の有名推理作家やファンの手によってホームズを登場させる小説が多く書かれている。これらは風刺であるパロディではなくファンとしてのものがほとんどであるためパスティーシュと呼ばれる。同時代の有名人（架空の人物を含む）との登場・共演や宇宙戦争事件などとの遭遇がある。
ホームズ物のパロディは歴史が古く1892年にドイルの親友で大衆作家のロバート・バーによって発表されたものが最も古い。マーク・トゥエインやオー・ヘンリーもパロディを手がけている。パスティーシュはドイルがホームズ物を書かなくなってから人気がでてきた。
「ある囚人の回想」（1950年）
スティーブン・バー（Stephen Barr）作。ホームズ正典の「語られざる事件」で頻出する「ジェイムズ・フィルモア氏の失踪」に独自の解釈を付けた作品。雨傘を取りに自宅に戻った富豪が、密室状態の邸宅から忽然と姿を消した謎を解き明かしている。ホームズを連想させる名探偵が、主人公の従僕（実は富豪邸を専門に狙う宝石泥棒）に出し抜かれて悔しがるオチになっている。
『シャーロック･ホームズの功績』（1954年）
アーサー・コナン・ドイルの次男､アドリアン・コナン・ドイルとジョン・ディクスン・カー共著の短編集。「語られざる事件」に取材した12編を収録。
『バスカヴィル家の宇宙犬』(1957年)
ゴードン・R・ディクスンとポール・アンダースン合作の短編小説集『地球人のお荷物』の中の一編。「バスカヴィル家の犬」が元。主人公とワトソン役以外の登場人物がほとんど宇宙人に置き換わっている。
『シュロック・ホームズ』シリーズ（1960年-1981年）
ロバート・L・フィッシュ（Robert L. Fish）作のパロディ短編集、作品はすべてエラリー・クイーンズ・ミステリ・マガジンに登載されたもの。日本では『シュロック・ホームズの冒険』『シュロック・ホームズ回想』（ハヤカワ文庫）、『シュロック・ホームズの迷推理』（光文社文庫）が出版され、全32編が翻訳されている。なお作者のフィッシュはMWA（アメリカ探偵作家クラブ）の1978年度の会長。
『恐怖の研究』（1966年） - ハヤカワ・ミステリ文庫
エラリー・クイーン作とよく言われているが、実際は映画『A Study in Terror』（1965年）のノベライゼーション。
（作中の）推理作家エラリーのもとに、ワトスンの未発表手記と称するノートが届けられる。切り裂きジャック事件を追うホームズと、誰が何のためにそのノートを自分に送ったのかを探るエラリーの二重構造で進行し、やがてホームズがワトスンにも語らなかった真相が解き明かされる。
また、エラリーが登場する章はクイーンが書き、ホームズが登場する章はポール・W・フェアマンが書いたと言われている。
『シャーロック・ホームズの宇宙戦争』（1969年）
マンリー・W・ウェルマン&ウェイド・ウェルマン作。H・G・ウェルズの『宇宙戦争』に、ホームズとワトスン、『失われた世界』のチャレンジャー教授（他）が巻き込まれる。
- 『宇宙戦争』の前日談『水晶の卵』を導入部に採用している。
- 1902年の事件に変更している（天文学上の理由）。
- マローン（『失われた世界』に登場した記者）の描くハドスン夫人は、従来のイメージとは異なっている。

『犯罪王モリアーティの生還』(1974年）『犯罪王モリアーティーの復讐』（1975年）  - 講談社文庫
ジョン・ガードナー作。
『シャーロック・ホームズ氏の素敵な冒険』（1975年） - 扶桑社文庫
ニコラス・メイヤー作。重症のコカイン中毒に侵されたホームズを、ジークムント・フロイトが治療する。あまりにも有名で、後に映画化もされている作品。
『ウエスト・エンドの恐怖』(1976年） - 扶桑社文庫
ニコラス・メイヤー作。「シャーロック・ホームズ氏の素敵な冒険PARTII」と副題がついているが、実際は『素敵な冒険』の直接の続編というわけではない。ロンドンの劇場地区の一連の奇妙な殺人事件の謎を追うという内容。
『ホームズ最後の対決』（1975年） - 講談社文庫
ロバート・リー・ホール作。消息を絶ったホームズの姿を求め、必死の探索をするワトソン。そして、モリアーティ教授とホームズ、二人の驚くべき正体とは。
『ソーラー・ポンズの事件簿』（1979年） - 創元推理文庫
オーガスト・ダーレス作の短編集。探偵名こそホームズではないが、舞台、登場人物とも共通しており、ホームズのパスティーシュ作品とみなされている。
『ホック氏の異郷の冒険』（1983年）『ホック氏・紫禁城の対決』（1990年）
加納一朗作。「ライヘンバッハの滝」以降、東洋を放浪していた「ホック氏」ことホームズが、日本及び中国で難事件を解決する。
『漱石と倫敦ミイラ殺人事件』（1984年）
島田荘司作。ロンドン留学中の夏目漱石とホームズの出会いと、彼らが巻き込まれた密室殺人事件の顛末を描く。漱石とワトスンのふたりの視点からの文章が交錯するスタイルをとっている。なお、山田風太郎の短編「黄色い下宿人」でもホームズと漱石は出会っている。
『銭形平次ロンドン捕物帖』（1987年）
北杜夫作。銭形平次とホームズが（時代を超越して）共演し、事件を解決する。『大日本帝国スーパーマン』（新潮文庫）に収録。
『ロンドンの超能力男』（1989年） - 扶桑社文庫
ダニエル・スタシャワー作。脱出王の異名をとるアメリカ人奇術師ハリー・フーディーニが、ロンドンを舞台にホームズと共演。
『シャーロック･ホームズの秘密ファイル』（1991年 - ） - 創元推理文庫
ジューン・トムスン作。「語られざる事件」に材をとった短編シリーズ。なお、シリーズは現在、全5冊であるが、“The Secret Notebooks of Sherlock Holmes”(2004年)は、日本では未訳。
- 『シャーロック・ホームズの秘密ファイル』（1991年）シリーズ第1作。
- 『シャーロック・ホームズのクロニクル』（1992年）シリーズ第2作。
- 『シャーロック・ホームズのジャーナル』（1993年）シリーズ第3作。
- 『ホームズとワトスン - 友情の研究』（1995年）伝記。
- 『シャーロック・ホームズのドキュメント』（1997年）シリーズ第4作。

『シャーロック・ホームズ対ドラキュラ あるいは血まみれ伯爵の冒険』（1992年） - 河出文庫
ローレン・D・エスルマン作。ブラム・ストーカーの『吸血鬼ドラキュラ』に、ホームズとワトソンが巻き込まれる。
『シャルロット・ホームズの冒険』（1994年）
角川書店の小説誌「ザ・スニーカー」に連載されていた吉岡平の小説。現代のイギリスを舞台にホームズの曾孫のパンク娘と日本人の古生物学者がコンビを組んで事件を解決する。「T・レックスの瞳」「暗殺者（マーダラー）のヒモ」「踊る人魚」の3編がありエンターブレインから出版されているファミ通文庫「シャルロット・リーグ」（全3巻）に収録されている（生涯独身だったはずのホームズになぜ子孫がいるのかについては触れられていない）。
『冬のさなかに ホームズ2世最初の事件』（1996年 - ） - 創元推理
アビイ・ペン・ベイカー作。ホームズとアイリーネ・アドラーとの間に生まれた娘、マール・アドラー・ノートン（表向きの実父はゴドフリー・ノートン）の物語。語り手はマールの親友となっており、ホームズとワトスンも出番は少ないが、後半、登場する。
『シャーロック・ホームズの愛弟子』シリーズ（1997年 - ）
ローリー・R・キング作。老境のホームズと、その弟子、メアリ・ラッセルの活躍を描く。集英社文庫から発売。
- 『シャーロック・ホームズの愛弟子』（1997年）シリーズ第1作。
- 『シャーロック・ホームズの愛弟子 女たちの闇』（1999年）シリーズ第2作。
- 『シャーロック・ホームズの愛弟子 マリアの手紙』（2000年）シリーズ第3作。
- 『シャーロック・ホームズの愛弟子 バスカヴィルの謎』（2002年）シリーズ第4作。
- 『シャーロック・ホームズの愛弟子 エルサレムへの道』（2004年）シリーズ第5作。
- 『シャーロック・ホームズの愛弟子 公爵家の相続人』（2006年）シリーズ第6作。
- 『シャーロック・ホームズの愛弟子 魅惑のマハーラージャ』（2010年）シリーズ第7作。

『御手洗潔対シャーロック･ホームズ』（2004年）
柄刀一作。御手洗潔もの2本、ホームズもの2本、両者の対決編1本を収録した短編集。推理合戦はやや御手洗に分があるような描写がなされている。
『シャーロック・ホームズの失われた事件簿』（2004年） - 原書房
ケン・グリーンウォルド著。ベイジル・ラスボーンとナイジェル・ブルース主演の、1940年代のラジオドラマのノベライズ。
『シャーロック・ホームズ 東洋の冒険』（2004年） - 光文社文庫
テッド・リカーディ作。大空白時代を題材としたもの。インドやチベットでのホームズの体験を、ワトソンが聞き取ってまとめた形になっている。
『吾輩はシャーロック・ホームズである』（2005年）
柳広司作。イギリス留学中の夏目漱石が精神に支障を来した結果、自分がホームズだと思い込んでしまう。その後ワトソンの元に送られた漱石が、不在のホームズに代わって事件解決に挑む。『漱石と倫敦ミイラ事件』とは違い、ワトソンの一人称のみで語られている。
『シャーロック・ホームズの息子』（2005年）
ブライアン・フリーマントル作。ホームズの息子、セバスチャンの活躍を描いたパロディ。新潮文庫より発売。
- 『シャーロック・ホームズの息子』（2005年）シリーズ第1作。（上・下巻）
- 『ホームズ二世のロシア秘録』（2006年）シリーズ第2作。

『患者の眼 シャーロック・ホームズ誕生秘史1』（2005年）
デイヴィッド・ピリー作。ホームズのモデルとなった医学博士ベルが、若きコナン・ドイルと共に怪事件を解決するシリーズ第一作。TVドラマ「コナン・ドイルの事件簿」原作。
『クリスティ・ハイテンション』（2007年-）
新谷かおる作の漫画。シャーロック・ホームズの姪クリスティを主人公とし、クリスティの視点から原典を描く。「ソア橋」「赤毛組合」なども描かれている。
『ホームズ・ツインズ!』（2007年）
作画:辻野よしてる、原作:シナリオ工房 月光による漫画。マイクロフトの子供（双子の姉弟）を主人公とし、シャーロックの失踪中の年代を舞台とする。
『シャーロック・ホームズと賢者の石』（2007年） - 光文社文庫
五十嵐貴久作。「ライヘンバッハの滝でのホームズ死亡」「ホームズのバリツ修得に至った理由」「探偵引退後のホームズ」「正典の半年間の空白」のそれぞれの真実を描く。
『エノーラ・ホームズの事件簿』シリーズ（2006年 - ）
ナンシー・スプリンガー作。日本語訳は小学館から。シャーロックの歳の離れた妹エノーラを主人公とする。
- 『エノーラ・ホームズの事件簿 - 消えた公爵家の子息』。（2006年）シリーズ第1作。
- 『エノーラ・ホームズの事件簿 - ふたつの顔を持つ令嬢』（2007年）シリーズ第2作。
- 『エノーラ・ホームズの事件簿 - ワトスン博士と奇妙な花束』（2008年）シリーズ第3作。
- 『エノーラ・ホームズの事件簿 - 令嬢の結婚』（2008年）シリーズ第4作。
- 『エノーラ・ホームズの事件簿 - 届かなかった暗号』（2009年）シリーズ第5作。

『京城探偵録』（2009年）
ハン・ドンジン作。1930年代の韓国京城を舞台に、名探偵ソル・ホンジュが漢方医ワン・ドソンとともに事件の謎を解く。ほかにレイシチ警部やホ・ドスン夫人も登場する。
『メアリ・ジキルとマッド・サイエンティストの娘たち』（2010年）
シオドラ・ゴス作。 ジキル博士の娘とホームズが競演するSFミステリ。フランケンシュタイン男爵の娘、ドクター・モローの娘など「怪物の娘たち」シリーズの第1長編。続編が２作あるが日本語未訳 。語り手（記述者）が誰か判らず、随所に異議を唱える登場人物たちの「ツッコミ」が入っている。
『天下繚乱RPG』（2010年）
小太刀右京作の超時空時代劇TRPG。リプレイにPCとしてホームズ（PL:鋼屋ジン）が、NPCとしてモリアーティ教授が登場。
モリアーティは後にサプリメントのパーソナリティに『森脇慈英』として採用された。
『万能鑑定士Qの推理劇2』（2012年） - 角川文庫
松岡圭祐作。コナン・ドイルによる幻のホームズ短編小説『ユグノーの銀食器』の原稿が発見されオークションにかけられる。冒頭部分に、結末が欠落した状態でこの小説本編が登場する。
『屍者の帝国』（2012年）
伊藤計劃×円城塔作のSF小説。複数の作品に対するパスティーシュがなされており、若かりし頃のワトソンが主人公となっている。
『シャーロック・ホームズたちの冒険』（2013年）
田中啓文作。短編集であり、ホームズが直接登場するものは、ワトソンの未発表原稿という設定の『「スマトラの大ネズミ」事件』のみ。そのほかの収録作品には、「ヒトラーは実はシャーロキアンだった」という設定で書かれた『名探偵ヒトラー』などがある。
『迷探偵デュダ』シリーズ
テーブルトークRPG『ソード・ワールドRPG』を題材にした小説シリーズ。著者は安田均と高井信。剣と魔法の典型的なファンタジー世界であり、作品世界内では英雄物語が多い中、物証と論理をもとに事件解決する推理小説『ロック・ワームズ卿』シリーズが新ジャンルとして好評を博している。主人公デュダはロック・ワームズ卿に憧れ探偵を志す。
『シャーロック・ホームズ対伊藤博文』（2017年） - 講談社文庫
松岡圭祐作。ホームズの大空白時代に日本に渡り、伊藤博文とともに大津事件を解決する。『最後の事件』と『空家の冒険』をつなぐ物語。
『シャーリー・ホームズと緋色の憂鬱』（2014年）
高殿円作。赤の乗馬服にロングブーツの中性的な美形ホームズと、アフガン帰りの女医ワトソンのコンビが女性連続殺人に挑む。挿絵付きでHMM連載。

### ルパン対ホームズ
ホームズは、ほぼ同時期に人気を博していた小説『アルセーヌ・ルパン』シリーズへの登場も有名である。しかし、ルパンの作者モーリス・ルブランが『遅かりしシャーロック・ホームズ』にてホームズを登場させたことについて、ドイルがルブランに抗議を行ったこともあり、それ以降の作品（前記『遅かりし-』の再録版も含む）では、ホームズは「Herlock Sholmès（フランス語の発音エルロック・ショルメ、日本では慣例的にエルロック・ショルメスと呼ばれることもある、又英人ということでハーロック・ショームズとしている例もある。）｣というアナグラム名、ワトスンはウィルソンという、名前と設定の異なる別人に変えられた。
日本語訳では翻訳者がエルロック・ショルメという名前をホームズと変えることが慣習的に行われている（但し、慣例によりワトスンはウィルソンのままである）ため、そこに描かれるエルロック・ショルメの卑怯ぶりや、銃で人質を殺してしまうといった行為がホームズのキャラクターと決定的に異なってしまっている。両者の設定の違いについてはルパン対ホームズ#ショルメとホームズも参照。
ルパンシリーズに登場するエルロック・ショルメは1901年に最初にルパンと対決し（最も有力な説に従うと、エルロック・ショルメは推定46-47歳、ルパンは推定27-28歳）、1903年にレイモンド＝サン＝ベランを結果的に銃殺してしまう。エルロック・ショルメ（日本語訳ではホームズ）が登場する作品には、『遅かりしシャーロック・ホームズ』、『ルパン対ホームズ』、『奇岩城』などがあり、名前のみ登場する作品には、『ルパン、三つの犯罪』（邦訳『続813』）、『ルパン、最後の恋』がある。
近年では、2005年に日本の探偵作家芦辺拓が、名探偵と大怪盗の本当の出会いとして『真説ルパン対ホームズ』を発表。また欧州では、2007年に Frogwares 社より、パソコンゲーム『Sherlock Holmes versus Arsene Lupin』（現在、英語版のみ）が発表されている。

## その他
「シャーロック･ホームズの私生活」（1933年）
ヴィンセント・スタリット著。ホームズ研究書の古典。
「シャーロック・ホームズ ガス燈に浮かぶその生涯」（1962年）
ウィリアム・ベアリング＝グールドの（仮想）ホームズ伝。
「シャーロック・ホームズの謎 モリアーティ教授と空白の三年間」（1984年）
マイケル･ハードウィック著。ホームズの（仮想）自叙伝。
「シャーロック・ホームズ わが人生と犯罪」（2009年）と改題、復刊された。
「空からこぼれたStory」「テムズ川のダンス」
上述のテレビアニメ『名探偵ホームズ』の主題歌。歌っているのはダ・カーポ。
三毛猫ホームズシリーズ
赤川次郎原作の推理小説。
妖魔夜行シリーズ
作中では「実在を信じられた架空の人物」が妖怪となっており、「妖怪名探偵」として登場している。なお、彼がリーダーを務めるネットワークの名称は「ベイカー街遊撃隊」である。